# ススペ湖

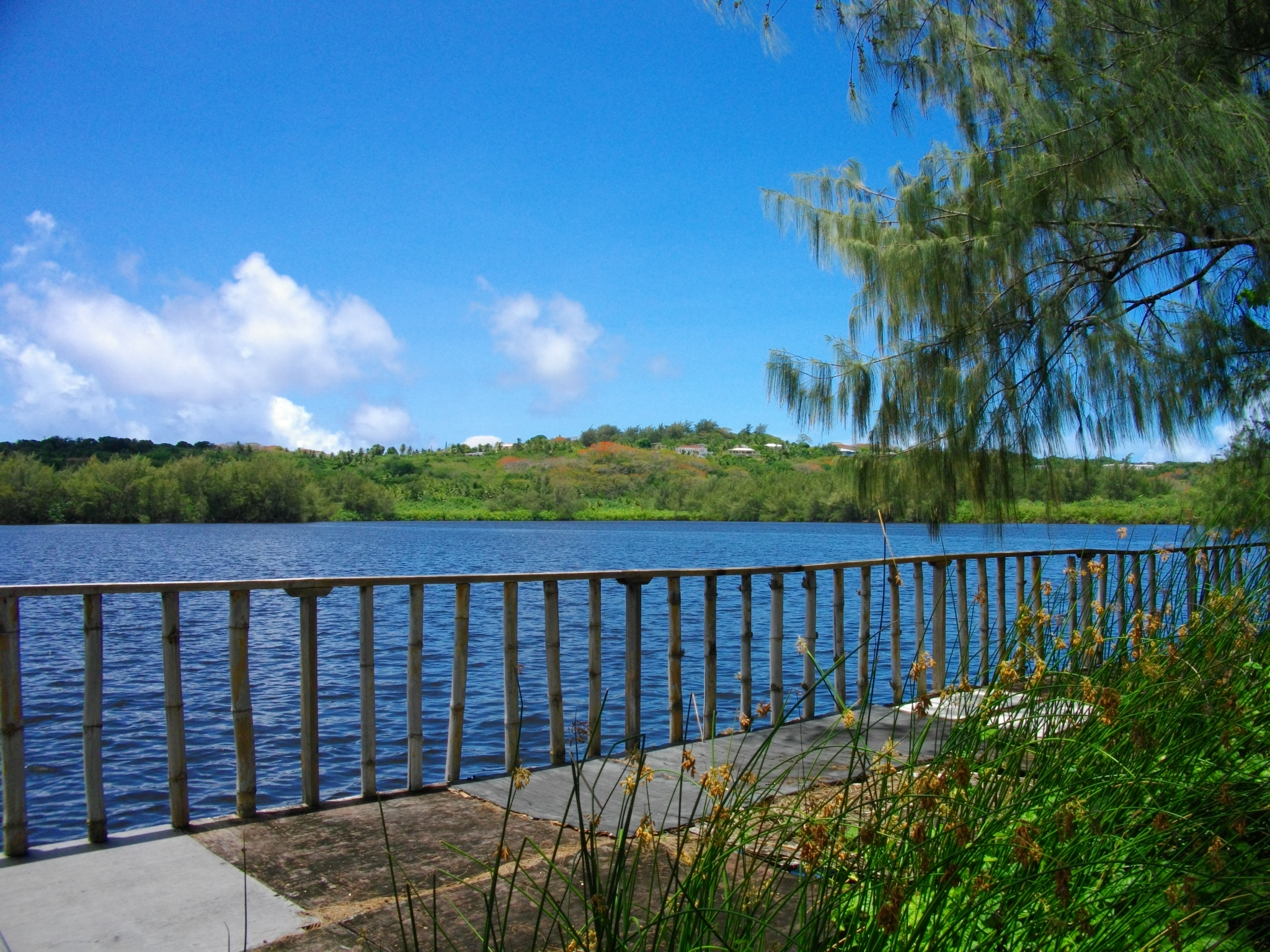
ススペ湖

ススペ湖（ススペこ、Lake Susupe）は、アメリカ合衆国自治連邦区北マリアナ諸島サイパン島の南西部ススペに位置する湖。

## 概要
サイパン島唯一の淡水湖であり、1930年代には南洋興発製糖工場の工業用水の水源として使われたりしていた。1960年代にティラピアが持ち込まれたため、元の在来魚は駆逐されてしまっている。
現在、ススペ湖畔は私有地となっており、入場するには近くに住む地主の許可を得る必要がある。（ちなみに当記事掲載の画像は地主の許可を得て入場し撮影している。）

## 周辺の自然
ススペ湖周辺は自然に覆われている。辺りには大きな鉄木が成長しており、湖畔には非常に太い茎を持つ全長6フィート（約1.8メートル）のアシが生い茂っている。
ススペ湖周辺には、17の小さい池が点在しており、これらの湖沼には派手な鰭のグッピーが生息している。
鳥類についても、渡り鳥が冬にアジア方面から渡ってくる。またマリアナ諸島固有種の鳥も湖周辺に生息している。絶滅寸前のバンの一種は、サイパン島全体でも30～40羽しかいない。